# رونالد لانغون
رونالد أرتورو لانغون (بالإسبانية: Ronald Arturo Langón)‏ (مواليد 6 أغسطس 1939) هو لاعب كرة قدم أوروغواياني في مركز لاعب الوسط. شارك مع منتخب الأوروغواي في كأس العالم 1962.

## وصلات خارجية
رونالد لانغون على موقع الاتحاد الدولي (مؤرشف)  (الإنجليزية)
- رونالد لانغون على موقع قاعدة بيانات كرة القدم.إي يو (الإنجليزية)
- رونالد لانغون على موقع ناشيونال فوتبول تيمز (الإنجليزية)
- رونالد لانغون على موقع Soccerway.com (الإنجليزية)
- رونالد لانغون على موقع عالم كرة القدم.نت (الإنجليزية)